# Colégio Luso-Internacional do Porto

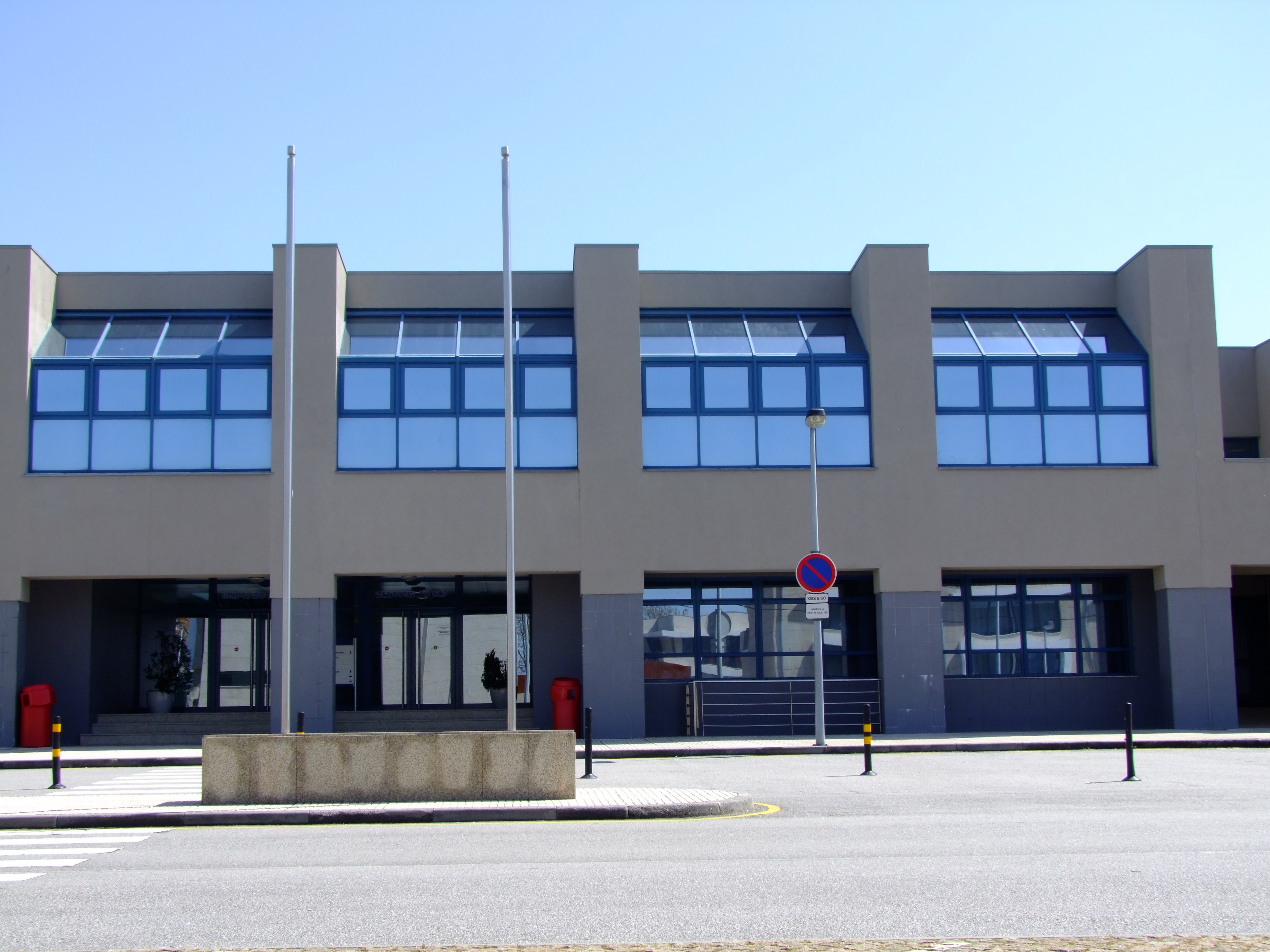
Fachada principal do Colégio Luso-Internacional do Porto

O Colégio Luso-Internacional do Porto (CLIP - The Oporto International School) localiza-se na freguesia de Aldoar, Foz do Douro e Nevogilde, cidade, concelho e distrito do Porto, em Portugal. É uma escola privada dos ensinos pré-escolar, básico e secundário, que segue o programa curricular britânico e privilegia o uso da língua inglesa, apesar de ter equivalência pedagógica em Portugal. É atualmente acreditada pelo Council of International Schools (CIS).

## História
O CLIP foi instituído em 1988 pela Fundação Luso Internacional para a Educação e Cultura na Zona Norte. Foram executores do projeto os seus então presidente, Artur Vitória ,vice-presidente, Dr. Carlos Costa Ramos, e os administradores, Assis de Magalhãese e Professor Doutor Machado Silva (UP). A sua primeira diretora pedagógica foi a Professora Eunice Macedo. Posteriormente, com  o crescimento do número de alunos, ficou como Reitor o Doutor Ruben Cabral, coadjuvado pelas directoras do "senior" e "lower school" as professoras Stephanie Reader, Susana Davidson e Lídia Silva.
O Dr. Artur Victoria fez o "funding" do Colégio, permitindo, assim  elevar o número de alunos de 20 para 150, destacando-se como principais doadores o António Miranda e Fernando Guedes. Em 1991 foi constituida a Associação Gestora do Colégio Luso Internacional do Porto, agregando um forte número de doadores que assim contribuíram para o desenvolvimento deste projeto educacional. Em 1992 esta associação foi extinta e sucedida por uma sociedade anónima com o mesmo objetivo de gestão. O Engenheiro Belmiro de Azevedo contribuíu com um significante donativo, títulado por ações no CLIP S.A.

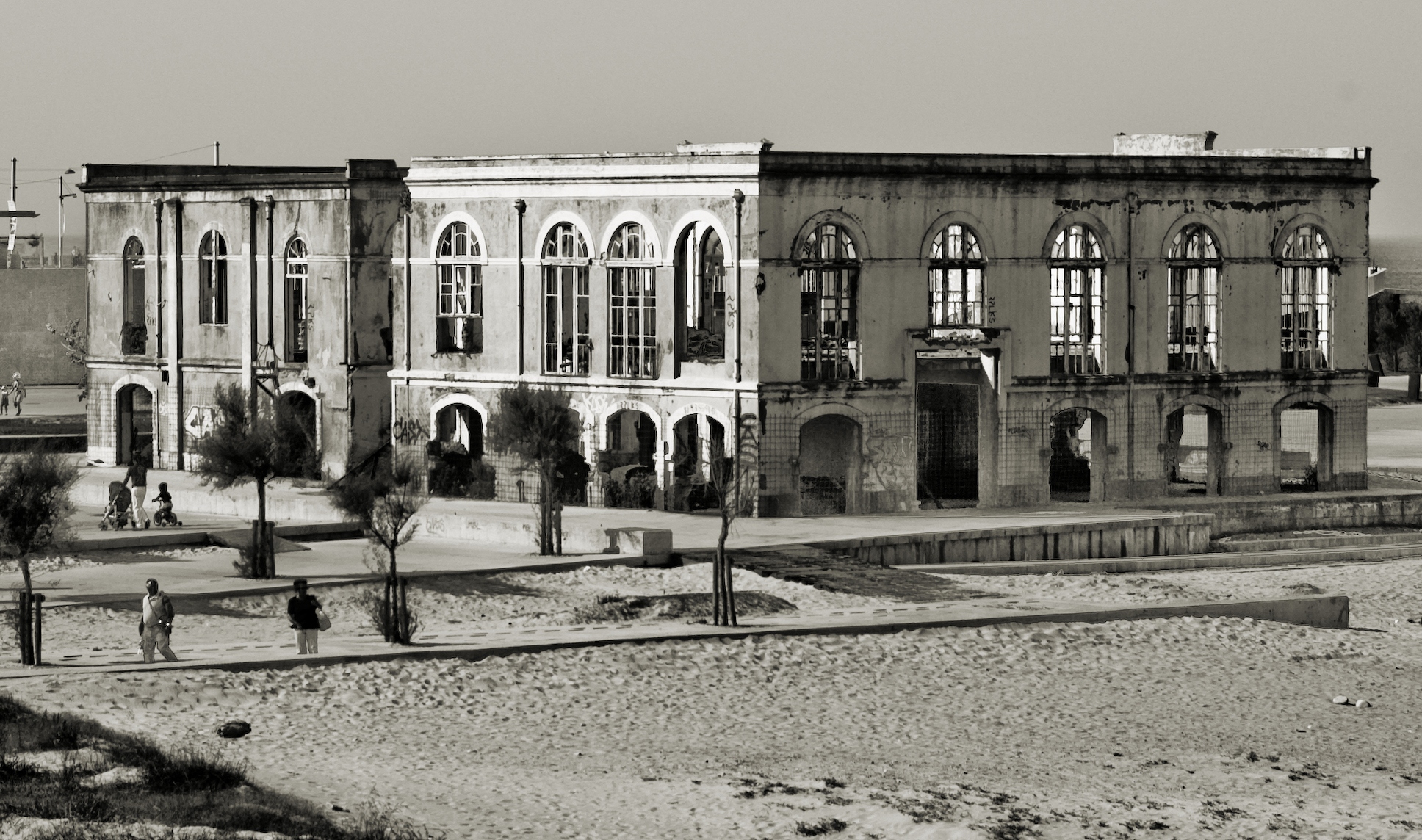
Primeiras instalações do CLIP na Esplanada do Rio de Janeiro

As suas primeiras instalações na Esplanada do Rio de Janeiro num edifício cedido pelos STCP, actualmente está em estado de completa ruína. Durante mais de dez anos o CLIP funcionou naquele local, passando depois, a título provisório, a estar instalado na Efanor, na Senhora da Hora, Matosinhos, e posteriormente no antigo Colégio de Almeida Garrett, no Porto.
Em 2001 foram inauguradas as novas instalações do CLIP, a escassos metros da Estrada da Circunvalação, possuindo uma área total de 27.500 metros quadrados, dos quais 18 mil correspondem à área de construção. As instalações incluem um auditório, dois anfiteatros, uma sala de música, um pavilhão multiusos com capacidade para 1.200 pessoas, duas cantinas e duas bibliotecas, uma piscina com 25 metros com oito pistas, dois polivalentes desportivos, além de outros equipamentos, tais como dois campos de ténis e um campo relvado com pista de atletismo.

## Missão e Visão
A visão do Colégio Luso Internacional do Porto (CLIP) é ser um centro de ensino e de aprendizagem de excelência, formando mentes brilhantes para o futuro, através da inovação, internacionalismo, excelência académica e resiliência intelectual e cidadania ativa, respeitosa e responsável.
O CLIP acredita que o futuro será desenhado por indivíduos extraordinários que responderão aos desafios do século XXI com competência e versatilidade intelectual, paixão pela descoberta, sentido acentuado de justiça social e dedicação. A missão do Colégio Luso Internacional do Porto é formar e inspirar esses indivíduos proporcionando-lhes uma educação estimulante e internacionalmente inclusiva, através da qual todos os alunos são:
- Challenged (Estimulados)
- Lifelong learners (Aprendem ao longo da vida)
- Internationally-minded (Têm uma mentalidade internacional)
- Principled citizens (Agem como cidadãos de princípios)

Esta educação é proporcionada por excelentes professores com bons recursos, a trabalhar em ambientes inovadores e de classe mundial num campus seguro e protegido. A experiência escolar é modelada por um espírito de comunidade vivido por alunos, pais, professores e pessoal que, trabalhando em equipa, têm como objetivo formar alunos independentes, dotados de conhecimento, valores e competências que lhes permitem fazer a diferença no mundo.

## Ensino
A escola tem alunos entre os 3 e os 18 anos, organizados em três níveis: Lower School (até ao 4.º ano), Middle School (5.º ao 8.º ano) e Upper School (do 9.º ao 12.º). O programa curricular é baseado na estrutura do National Curriculum do Reino Unido mas com algumas modificações para se adequar aos objetivos filosóficos e pedagógicos da escola, e às circunstâncias locais do CLIP, como uma escola internacional no Porto, Portugal.
O CLIP está empenhado na ideia de “desporto para todos” e tem um extenso programa de desportos de competição. As Belas Artes e Artes Cénicas são parte integrante do programa de estudos e essencial para o desenvolvimento global dos nossos alunos. O Modelo das Nações Unidas e serviço comunitário desempenham um papel importante na vida escolar. A grande maioria dos diplomados do CLIP continua a sua educação superior em universidades, com a maioria estudando em Portugal ou no Reino Unido.
A escola funciona como um centro de examinarão para o Cambridge International Examinations exam board e é uma das poucas escolas a nível mundial reconhecida como "Fellowship Centre" pela Universidade de Cambridge

## OPOMUN
Desde 2007, os alunos do CLIP organizam anualmente o OPOMUN - The Oporto Model United Nations. Este evento consiste numa simulação das Nações Unidas, onde jovens de vários países se juntam para discutir assuntos de grande importância no palco mundial. Os procedimentos do debate seguem os das Nações Unidas, tentando recriar o mais fielmente a sua dinâmica.

Os participantes têm a possibilidade de explorar e defender os pontos de vista dos países que representam. A conferência tem o objetivo de aprofundar a arte da negociação e motivar o gosto pelo debate político, pelo que os delegados têm de aprender a arranjar um compromisso entre os seus interesses como nação, mas também de ter em consideração o bem geral de um mundo interligado.